# Tordères
Tordères – miejscowość i gmina we Francji, w regionie Oksytania, w departamencie Pireneje Wschodnie.
Według danych na rok 1990 gminę zamieszkiwało 75 osób, a gęstość zaludnienia wynosiła 8 osób/km² (wśród 1545 gmin Langwedocji-Roussillon Tordères plasuje się na 826. miejscu pod względem liczby ludności, natomiast pod względem powierzchni na miejscu 785.).

## Populacja

Populacja Tordères w latach 1962–2008